# Маневрування
Маневрування, маневр — початок руху, перестроювання транспортного засобу в русі з однієї смуги на іншу, поворот праворуч чи ліворуч, розворот, з'їзд з проїзної частини, рух заднім ходом.